# STINAPA Suriname
Stichting Nationale Parken (STINAPA Suriname) is een Surinaamse overheidsinstelling die de verantwoordelijkheid heeft over de nationale parken. In de Surinaamse wetgeving komt de term nationaal park niet voor, waardoor het in de praktijk gaat om beschermde natuurgebieden.
De stichting is een werkarm van het ministerie van Landbouw, Veeteelt en Visserij en is gevestigd op de Letitia Vriesdelaan in Paramaribo, op hetzelfde adres als het ministerie.

## Geschiedenis
STINAPA werd op 24 februari 1981 opgericht met het doel om nationale parken aan te leggen, in te richten en te onderhouden. Een bijkomend doel is het beheer en de exploitatie van de nationale parken ten behoeve van burgers en toeristen.
Bij het grote publiek is STINAPA vooral bekend om het beheer van het Cultuurtuinbos, binnen de stadsgrenzen van Paramaribo. Dit kwam in 2020 negatief in het nieuws, toen percelen in het bos waren verdeeld door minister Mike Noersalim, kort voor het eind van de regering-Bouterse II. Onder leiding van de milieubeweging, met name ProBioS, kwamen toen veel mensen in opstand. De beslissing werd teruggedraaid door minister Diana Pokie in de daaropvolgende regering.